# چتز
چتز یک روستا در ایران است که در دهستان قزل‌گچیلو واقع شده‌است. چتز ۱۶۲ نفر جمعیت دارد.